# Random Hand
Random Hand — британський гурт у стилі скакор, що був сформований у місті Кітлі у 2002 році. Їхнє звучання народилося під впливом багатьох жанрів: ска, регі, панк року, металу, хіп-хопу та дабу. Гурт зазвичай асоціюють із панк-субкультурою, зважаючи на їхні етичні принципи та зміст лірики. Тематика текстів переважно соціополітична, однак в останніх альбомах — Inhale/Exhale та Seething Is Believing з'являється більш персонально орієнтована лірика.

## Творчий шлях
Оригінальний склад, що був сформований наприкінці 2002 року: Джо Тілстон (бас-гітара, вокал), Робін Ліч (тромбон, вокал), Метт Крошер (гітара, вокал), Джо Дімуентіс (перкусія, семпли). Random Hand зіграли свій перший концерт 31 грудня 2002 року.
Влітку 2003 року гурт записав демо, яке було викладене для вільного завантаження.
Наприкінці 2004 разом із продюсером TimG був записаний EP On The March. Гурт вирушив у свій перший тур у січні 2004 разом із Catch-it Kebabs та Zen Baseball Bat. Після цього відбувся тур Великою Британією у березні та виступи на декількох фестивалях та концертах разом із The Planet Smashers, Adequate Seven, Sonic Boom Six, Bad Manners, The Beat, Skindred та Babar Luck. Останні записали з Random Hand два спільні студійні треки.
У 2006 році гурт почав співпрацювати із Hidden Talent Booking, завдяки чому зіграв у останньому турі Adequate Seven, у турі з Lightyear, а також із Sonic Boom Six, Failsafe та Crazy Arm, після чого був записаний їхній дебютний альбом Change of Plan. Запис вийшов на лейблі Riot Music 7 травня 2007.
В цей же час Random Hand грали в турах з Voodoo Glow Skulls, Grown at Home, The JB Conspiracy and Left Alone, а також брали участь у фестивалях City Invasion, Rebellion and Leeds Festival. Пісні з альбому регулярно лунали в радіопрограмах Mike Davies Show, Steve Lamacq Show, також гурт зіграв наживо у Maida Vale Studios для BBC Radio 1 Punk Show наприкінці 2007. Їхні пісні з'являлись на декількох CD для Big Cheese Magazine. У вересні 2007 Random Hand підписали контракт із незалежним музичним видавцем Bomber Music.
2008 рік почався із першого власного турне Великою Британією — було зіграно близько 20 концертів. Після цього гурт приєднався до туру Voodoo Glow Skulls західним узбережжям Сполучених Штатів. У 2008 також відбулися виступи на кількох британських фестивалях: у квітні на City Invasion у Болтоні та Лондоні, в травні на Dunk Fest та Strummercamp, у серпні на Rebellion, Reading та Leeds Festival.
На початку вересня 2008 року Random Hand анонсували вихід другого альбому Inhale/Exhale на лейблі Rebel Alliance Records. Гурт знову співпрацював із продюсером Change Of Plan Пітером Майлзом. Random Hand записали альбом у листопаді 2008, а вийшов він у лютому 2009. Після туру із легендами ска-панку Reel Big Fish гурт вирушив у власний тур на підтримку нового альбому, а після цього зіграв у турі з канадськими панками Propagandhi та своїми манчестерськими товаришами Sonic Boom Six у квітні та травні 2009.
Популярність другого альбому в порівнянні з Change Of Plan помітно зросла завдяки зусиллям гурту та нового лейблу. Для дебютного синглу Anger Management, що вийшов у вересні 2009, був знятий відеокліп.
Наприкінці 2009 гурт почав писати матеріал для третього альбому. Протягом січня та лютого 2010 Random Hand взяли участь у Rebel Alliance Tour із The Skints, Mouthwash та Крісом Мюрреєм (усі музиканти з Rebel Alliance Recordings). В цей час ударник та один із засновників гурту Джо Дімуентіс вирішив покинути Random Hand. Гурт узяв кілька місяців на репетиції із новим ударником Шоном Хоу (що раніше грав із The Wayriders та Out From Animals) і на завершення запису третього альбому. Тим часом співак/тромбоніст Робін Ліч та басіст Джо Тілстон виступали сольно.
У червні 2010 Random Hand випустили нову версію свого першого альбому Change of Plan на лейблі Bomber Music із доданими піснями з EP On The March під назвою Another Change Of Plan, а в липні влаштували тур на підтримку платівки. Обкладинку намалював дизайнер Саймон Мітчелл.
Третій альбом Seething Is Believing вийшов на лейблі Bomber Music у березні 2011 року.
У квітні 2012 було повідомлено, що одного із засновників та гітариста Метта Крошера попрохали залишити гурт, замість нього гітаристом став Ден Уолш.
15 лютого Random Hand на своїй сторінці у Facebook повідомили, що вони беруть відпустку на невизначений термін, що дозволить їм проводити більше часу із їхніми сім'ями. Кінець цього періоду своєї кар'єри вони відзначили великим туром та кампанією по збору грошей на свій останній альбом Hit Reset на PledgeMusic.

## Дискографія

### EP
| Рік  | Альбом                                                     | Лейбл |
| ---- | ---------------------------------------------------------- | ----- |
| 2003 | Buy This, Copy it and Give it To Your Friends (Demo No. 1) |       |
| 2005 | On The March                                               |       |

### Альбоми
| Рік  | Альбом                 | Лейбл                    |
| ---- | ---------------------- | ------------------------ |
| 2007 | Change of Plan         | Riot Music               |
| 2009 | Inhale/Exhale          | Rebel Alliance           |
| 2010 | Another Change Of Plan | Bomber Music Our Records |
| 2011 | Seething Is Believing  | Bomber Music Our Records |
| 2013 | Live In K-Town         | Bomber Music Our Records |
| 2015 | Hit Reset              | Bomber Music Our Records |

### Сингли
| Рік  | Альбом                | Лейбл          |
| ---- | --------------------- | -------------- |
| 2009 | Anger Management      | Rebel Alliance |
| 2011 | Find What's Out There | Bomber Music   |
| 2011 | Bones                 | Bomber Music   |